# Mas Petit d'en Caixa
Mas Petit d'en Caixa és un edifici del municipi de Palafrugell (Baix Empordà) inclòs en l'Inventari del Patrimoni Arquitectònic de Catalunya.

## Descripció
El mas Petit d'en Caixa és una construcció aïllada, situada a uns 200 metres de l'església de Sant Ramon, al veïnat d'Ermedàs. L'edifici té la coberta de teula a dues vessants, amb el carerner paral·lel a la línia de façana. La composició de la façana principal, que es troba orientada al sud, és simètrica, amb obertures rectangulars, les més remarcables de les quals són la porta d'accés, amb grans carreus i la creu del priorat de Santa Anna a la llinda, i la finestra superior amb ampit motllurat. L'interior presenta una distribució d'espais al voltant d'una sala central més gran. Conserva els marcs de pedra de les obertures, fets amb gran dovelles. A la banda de llevant de la façana principal s'eleva la torre.

## Història
El mas petit d'en Caixa és una masia dels segles XVII-XVIII adossada a una torre de defensa anterior. En l'actualitat es troba en procés de restauració.